# Dolichopareias
Dolichopareias is een geslacht van uitgestorven lepospondyle amfibieën behorende tot de Adelospondyli.